# 脳溝

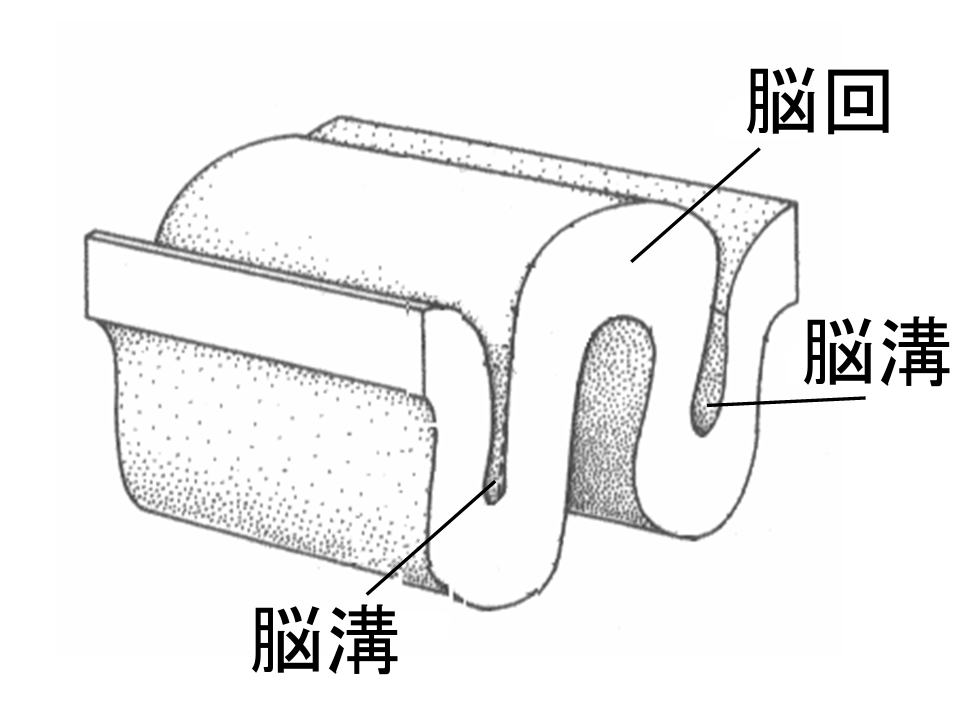
脳表面にある凹凸のうち、凹の部分のことを脳溝と言う。

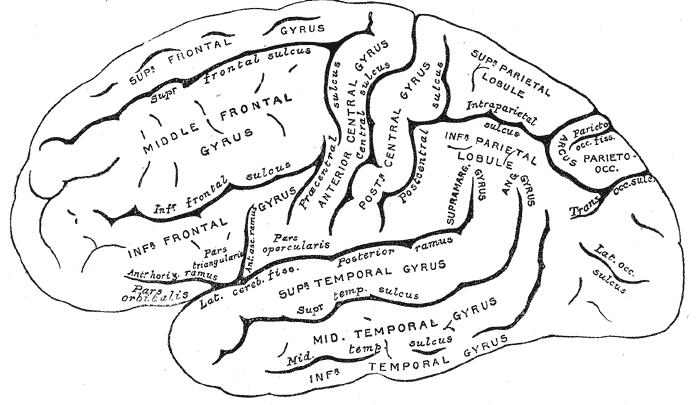
グレイ解剖学 図 726 - 左大脳半球の外側面を横から見た図。

グレイ解剖学 図 727 - 左大脳半球の内側面

脳溝（のうこう、英: Sulcus、ラテン語で"溝"の意味、複数形はsulci、単に溝とも）は、神経解剖学用語で、脳の表面にあるミゾ、いわゆる『脳のしわ』にあたる部分である。脳溝は脳回を取り囲むように存在し、ヒトや他の哺乳類の脳の特徴的な外見を形作っている。
脳溝のうち、特に深いものは脳裂（のうれつ、英: Fissure）と呼ばれる。2つの大脳半球を分ける巨大な溝は大脳縦裂と呼ばれるが、通常、大脳縦裂は脳溝とは呼ばれない。

## 個人差
脳溝のパターンは人によって異なる。この個人差を最も詳細に概観したのは、おそらくオノ (Ono) らによる『Atlas of the Cerebral Sulci』であろう
。
しかし、大きな脳溝の一部はほとんどの個人間 (さらには動物間でも) で共通して見られる。したがって、脳溝の命名が可能となる。

## 様々な動物種での脳溝
様々な動物種での脳溝の違いは、動物の大脳の大きさよりも、その身体の大きさに関係している。つまり、より大きい動物ほど脳溝が多い。:
"[L]arge rodents such as beavers (40 pounds) and capybaras (150 pounds) have many more sulci than smaller rodents such as rats and mice - but also more fissures than smaller monkeys"
(訳)ビーバー (40ポンド) やカピバラ (150ポンド) のような大きいネズミ目の動物は、ラットやネズミのような小さいネズミ目の動物や小さいサルよりも多くの脳溝を持つ。"

## 主な脳溝
| 図 (外側面) | 図 (内側面) | 図 (上から) | 図 (下から) | 名称 |
|             |             |             |             | 上前頭溝（じょうぜんとうこう） 英語 : Superior frontal sulcus ラテン語 : sulcus frontalis superior                                                                      |
|             |             |             |             | 下前頭溝（かぜんとうこう） 英語 : Inferior frontal sulcus ラテン語 : sulcus frontalis inferior                                                                          |
|             |             |             |             | 外側溝（がいそくこう） 英語 : Lateral sulcus ラテン語 : sulcus lateralis この脳溝は前枝 (ramus anterior)、上行枝 (ramus ascendens)、後枝 (ramus posterior) に分かれる。 |
|             |             |             |             | 上側頭溝（じょうそくとうこう） 英語 : Superior temporal sulcus ラテン語 : sulcus temporalis superior                                                                    |
|             |             |             |             | 中側頭溝（ちゅうそくとうこう） 英語 : Middle temporal sulcus ラテン語 : sulcus temporalis medius                                                                        |
|             |             |             |             | 中心前溝（ちゅうしんぜんこう） 英語 : Precentral sulcus ラテン語 : sulcus precentralis                                                                                  |
|             |             |             |             | 中心溝（ちゅうしんこう） 英語 : Central sulcus ラテン語 : sulcus centralis                                                                                              |
|             |             |             |             | 中心後溝（ちゅうしんこうこう） 英語 : Postcentral sulcus ラテン語 : sulcus postcentralis                                                                                |
|             |             |             |             | 頭頂間溝（とうちょうかんこう） 英語 : Intraparietal sulcus ラテン語 : sulcus intraparietalis                                                                            |
|             |             |             |             | 横後頭溝（おうこうとうこう） 英語 : Transverse occipital sulcus ラテン語 : sulcus occipitalis transversus                                                               |
|             |             |             |             | 外側後頭溝（がいそくこうとうこう） 英語 : Lateral occipital sulcus ラテン語 : sulcus occipitalis lateralis                                                              |
|             |             |             |             | 縁溝（えんこう） 英語 : Marginal sulcus ラテン語 : sulcus marginalis |
|             |             |             |             | 帯状溝（たいじょうこう） 英語 : Cingulate sulcus ラテン語 : sulcus cinguli                                                                                              |
|             |             |             |             | 脳梁溝（のうりょうこう） 英語 : Callosal sulcus ラテン語 : sulcus corporis callosi                                                                                      |
|             |             |             |             | 頭頂下溝（とうちょうかこう） 英語 : Subparietal sulcus ラテン語 : sulcus subparietalis                                                                                  |
|             |             |             |             | 頭頂後頭溝（とうちょうこうとうこう） 英語 : Parieto-occipital sulcus ラテン語 : sulcus parietoocipitalis                                                                |
|             |             |             |             | 鳥距溝（ちょうきょこう） 英語 : Calcarine sulcus ラテン語 : sulcus calcarinus                                                                                           |
|             |             |             |             | 側副溝（そくふくこう） 英語 : Collateral sulcus ラテン語 : sulcus collateralis                                                                                          |
|             |             |             |             | 下側頭溝（かそくとうこう） 英語 : Inferior temporal sulcus ラテン語 : sulcus temporalis inferior                                                                        |
|             |             |             |             | 嗅溝（きゅうこう） 英語 : Olfactory sulcus ラテン語 : sulcus olfactorius lobi frontalis                                                                                 |
|             |             |             |             | 眼窩溝（がんかこう） 英語 : Orbital sulcus ラテン語 : sulcus orbitalis                                                                                                  |
|             |             |             |             | 大脳縦裂（だいのうじゅうれつ） 英語 : longitudinal fissure of cerebrum ラテン語 : fissura cerebri longitudinalis                                                        |

### マカクザルの脳溝
マカクザルの脳溝のパターンはよりシンプルである。ボーニン (Bonin)と(Bailey) の論文では以下の主要な脳溝が列挙されている。:
- 鳥距裂 (ca : Calcarine fissure)
- 中心溝 (ce : Central sulcus)
- 帯状溝 (ci : Sulcus cinguli)
- 海馬裂 (h : Hippocampal fissure)
- 頭頂間溝 (ip : Sulcus intraparitalis)
- 外側裂 (または、シルヴィウス裂) (la : Lateral fissure)
- 嗅溝 (olf : Sulcus olfactorius)
- 内側頭頂後頭裂 (pom : Medial parieto-occipital fissure)
- 嗅脳裂 (rh : fissura rhinalis)
- 上側頭溝 (ts : Sulcus temporalis superior) - この脳溝は外側裂と平行に走り、側頭極で交わっている。